# Chavriata
Chavriata  este un oraș în Grecia în prefectura Kefalonia.